# Jane Jensen (scrittrice)
Jane Jensen, nata Jane Elizabeth Smith (Palmerton, 28 gennaio 1963), è un'autrice di videogiochi e scrittrice statunitense.
Il suo lavoro più noto è legato alla serie di avventure grafiche Gabriel Knight.

## Attività
È autrice della serie di videogiochi Gabriel Knight, dei romanzi Dante's Equation e Judgment Day e coautrice del videogioco King's Quest VI insieme con Roberta Williams. È sposata con il compositore Robert Holmes, autore delle musiche di Gabriel Knight.
Ha ricevuto un Bachelor of Arts in Computer Science dalla Anderson University dell'Indiana e ha lavorato come programmatrice per la Hewlett-Packard. In seguito si è portata verso l'industria dei videogiochi.
Il 2010 è l'anno di pubblicazione del videogioco Gray Matter, uscito in Italia nel febbraio 2011.
Il 4 aprile 2012, tramite la casa di produzione Pinkerton Road, da lei fondata, avvia lo sviluppo di un nuovo videogioco, avvalendosi del sistema di autofinanziamento Kickstarter. Durante il periodo di finanziamento, ha permesso agli utenti sostenitori del progetto di votare quale tra i seguenti titoli avessero preferito vedere pubblicato: Gray Matter 2, Moebius o Anglophile Adventure.
Con una larga maggioranza, l'esito della votazione decise per Moebius, la cui pubblicazione è avvenuta nel 2014.